# Bathynomus
Un isòpode gegant és qualsevol de les gairebé 20 espècies de grans isòpodes (crustacis llunyans relacionats amb les gambes i els crancs, que són decàpodes) del gènere Bathynomus.
Són abundants a les aigües fredes i profundes dels oceans Atlàntic, Pacífic i Índic.
Bathynomus giganteus, l'espècie sobre la qual es basa el genèritip, sovint es considera l'isòpode més gran del món, tot i que altres espècies de Bathynomus comparativament poc conegudes poden assolir una mida similar (per exemple, B. kensleyi). Els isòpodes gegants es distingeixen per la seva semblança amb els oniscideus, molt més petits, amb el qual estan relacionats.
El zoòleg francès Alphonse Milne-Edwards va ser el primer a descriure el gènere el 1879 després que el seu col·lega Alexander Agassiz recollís un mascle jove de B. giganteus al Golf de Mèxic. Aquest va ser un descobriment emocionant tant per als científics com per al públic, ja que en aquell moment la idea d'un oceà profund sense vida o «azoic» només havia estat refutada recentment pel treball de Charles Wyville Thomson i altres. No es va recuperar cap femella fins al 1891.
Els isòpodes gegants tenen poc interès per a la majoria de les pesqueries comercials, però són infames per atacar i destruir els peixos capturats amb les xarxes d'arrossegament. De vegades es veuen exemplars capturats a Amèrica i al Japó en aquaris públics.

## Descripció
Els isòpodes gegants són un bon exemple de gegantisme d'aigües profundes (per exemple, els calamars gegants), ja que són molt més grans que els isòpodes «típics» de fins a 5 cm. Bathynomus es pot dividir en espècies «gegants» on els adults fan generalment entre 8 i 15 cm de llargada i espècies «supergegants» on els adults tenen generalment entre 17 i 50 cm. Un dels «supergegants», B. giganteus, assoleix una longitud típica d'entre 19 i 36 cm; la premsa popular ha informat d'un individu que afirmava fer 76 cm de llarg, però el més gran confirmat va ser c. 50 cm.
La seva morfologia s'assembla a la del seus parents terrestres, els oniscideus; els seus cossos estan comprimits dorsoventralment, protegits per un exoesquelet rígid i calcari format per segments superposats. També tenen la capacitat d'enrotllar-se en una «bola», on només queda exposada la closca dura. Això proporciona protecció dels depredadors que intenten colpejar la part inferior més vulnerable. El primer segment de closca està fusionat al cap; els segments més posteriors sovint es fusionen, també, formant un «escut caudal» sobre l'abdomen escurçat (pleon). Els ulls grans estan compostos amb prop de 4.000 facetes, sèssils i separats al cap. Tenen dos parells d'antenes. Les potes toràciques uniràmiques o pereiòpodes es disposen en set parells, el primer dels quals es modifica en maxil·lípedes per manipular i portar el menjar als quatre conjunts de mandíbules. L'abdomen té cinc segments anomenats pleonites, cadascun amb un parell de pleòpodes birrems; aquests es modifiquen en potes nedadores i rami, estructures respiratòries planes que actuen com a brànquies. Els isòpodes són de color lila pàl·lid o rosat.

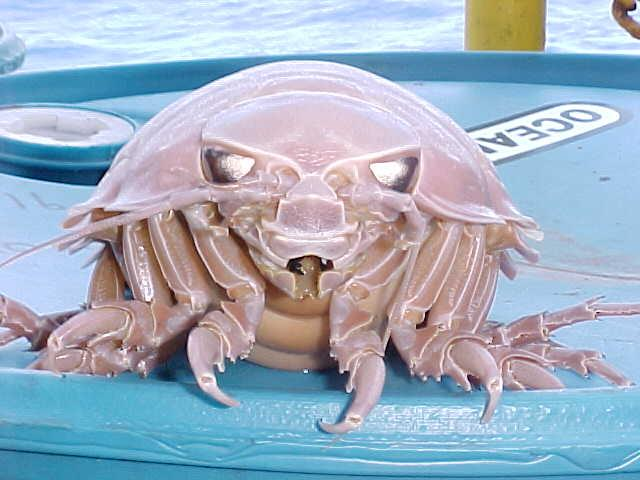
Vista frontal de Bathynomus giganteus, mostrant els seus grans ulls compostos molt reflectants

Les espècies individuals generalment s'assemblen, però es poden separar per diverses característiques morfològiques, en particular el nombre (7-13) i la forma (recta o cap amunt) de les espines del pleotelson («cua»), la forma (simple o bífida) de la columna vertebral central del pleotelson, i la forma i l'estructura dels uròpodes i pereòpodes.

## Distribució

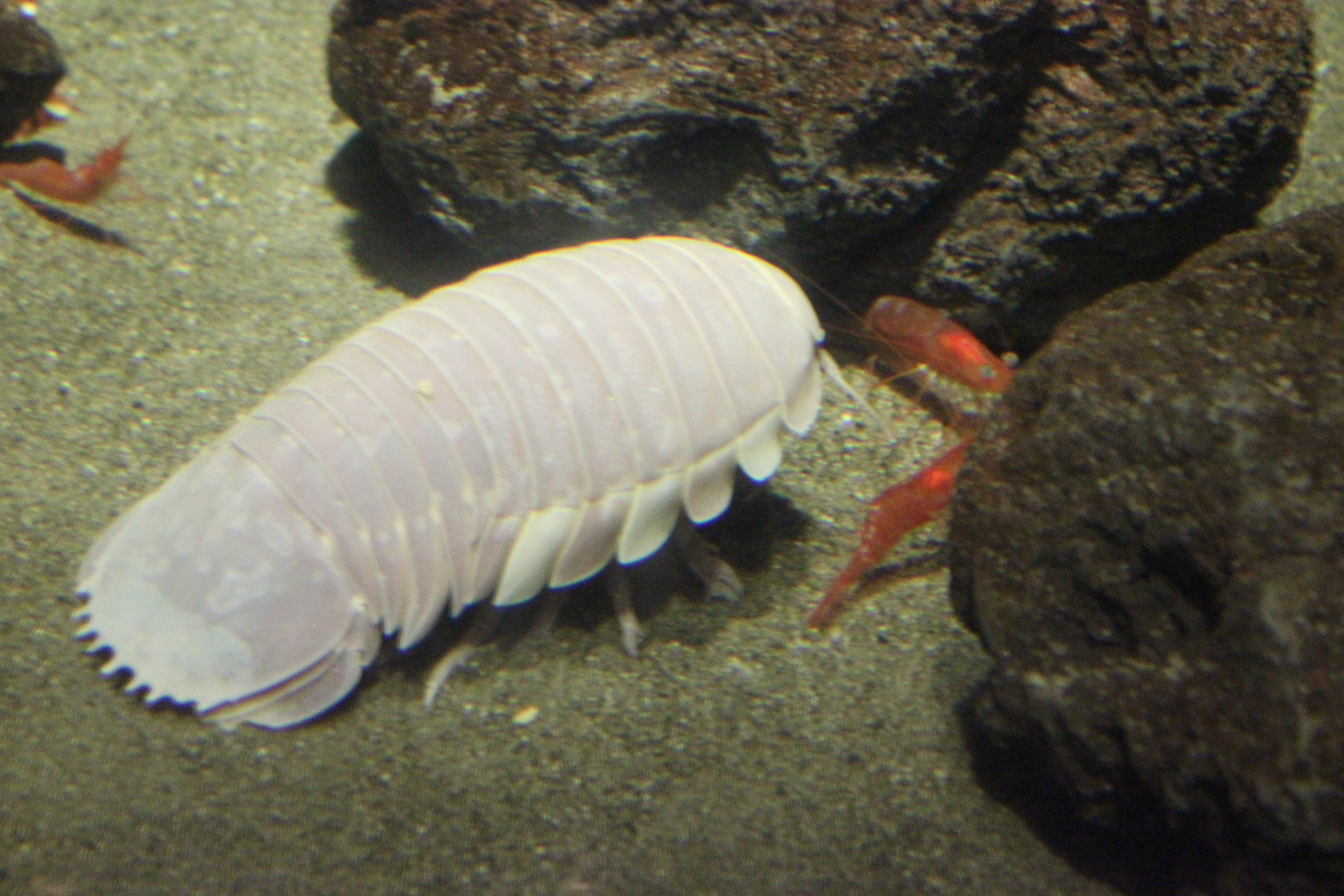
Un isòpode gegant i gambes

S'han registrat isòpodes gegants a l'Atlàntic occidental des de Geòrgia (EUA) fins al Brasil, incloent el golf de Mèxic i el Carib. Les quatre espècies atlàntiques conegudes són B. obtusus, B. miyarei, B. maxeyorum i B. giganteus, i l'última d'aquestes és l'única espècie registrada fora dels Estats Units d'Amèrica.
La resta d'espècies de Bathynomus estan restringides a l'Indo-Pacífic. No hi ha cap espècie entre l'Atlàntic i l'Indopacífic; Els registres anteriors de B. giganteus de l'Indo-Pacífic es consideren actualment identificacions errònies d'altres espècies.
L'isòpode gegant no són coneguts entre l'Atlàntic oriental i el Pacífic oriental. La major riquesa d'espècies (cinc espècies) es troba a l'est d'Austràlia, però és possible que altres regions que no estan tan ben mostrejades coincideixin amb aquesta xifra.
En general, les distribucions dels isòpodes gegants es coneixen de manera imperfecta i poden existir espècies no descrites.

## Ecologia

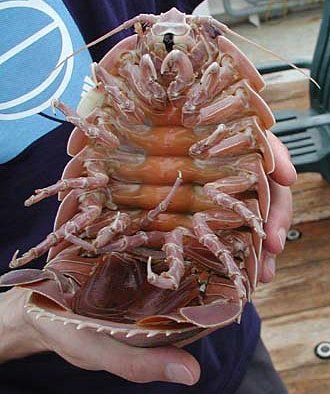
La part inferior de Bathynomus giganteus

Els isòpodes gegants són carronyaires importants en l'entorn bentònic de les profunditats; es troben principalment des de la fosca zona sublitoral a una profunditat de 170 m fins a la foscor total de la zona batial a 2.140 m, on les pressions són altes i les temperatures són molt baixes. S'han informat algunes espècies d'aquest gènere des de profunditats menys profundes, en particular B. miyarei entre 22 i 280 m, el mal conegut B. decemspinosus entre 70 i 80 m i B. doederleini fins a 100 m. El registre de profunditat de qualsevol isòpode gegant és de 2.500 m a B. kensleyi, però aquesta espècie també es troba a 300 m de profunditat. Més del 80% de B. giganteus es troba a una profunditat d'entre 365 i 730 m. A les regions amb espècies tant «gegants» com «supergegants», els primers viuen principalment al vessant continental, mentre que els segons viuen principalment a la plana batial.
Tot i que s'han registrat Bathynomus en aigües tan càlides com 20 °C, es troben principalment en llocs molt més freds. Per exemple, durant un estudi de la fauna de les profunditats marines d'Exuma Sound a les Bahames, es va trobar que B. giganteus era comú a l'aigua entre 3,25 i 13 °C , però era més abundant on a la temperatura és més baixa. En canvi, els estudis preliminars indiquen que B. doederleinii deixa d'alimentar-se quan la temperatura baixa per sota dels 3 °C. Aquest límit de temperatura inferior pot explicar la seva absència de regions temperades i fredes, on els mars a la profunditat preferida per Bathynomus sovint són més freds.. Es creu que prefereixen un substrat fangós o argilós i porten vides solitàries.
Encara que carronyaires generalistes, aquests isòpodes són majoritàriament carnívors i s'alimenten de balenes, peixos i calamars morts; també poden depredar animals de moviment lent com ara el cogombres de mar, esponges, radiolaris, nematodes i altres zoobentos, i potser fins i tot peixos vius. Se sap que ataquen les captures de la pesca d'arrossegament. Es va filmar un isòpode gegant atacant un tauró cadell més gran en una trampa d'aigües profundes agafant-se i menjant-se la cara de l'animal; aquest metratge es va emetre durant l'episodi de 2015 de Shark Week anomenat «Alien Sharks: Close Encounters». Com que el menjar escasseja al bioma de les profunditats oceàniques, els isòpodes gegants s'han de conformar amb el que vingui; estan adaptats a llargs períodes de fam i se sap que sobreviuen més de 5 anys sense menjar en captivitat. Quan es troba una font important d'aliment, els isòpodes gegants s'engreixen fins al punt de comprometre la seva capacitat locomotora. Un estudi que va examinar el contingut del sistema digestiu de 1651 exemplars de B. giganteus va trobar que els peixos es menjaven més habitualment, seguits dels cefalòpodes i els decàpodes, especialment els caridina i els galatèids.
Els isòpodes gegants recollits al llarg de la costa est d'Austràlia mitjançant la col·locació de trampes presenten una variació en la diversitat amb la profunditat de l'aigua. Com més profunda és l'aigua, menys espècies es troben i més grans tendeixen a ser les espècies. Els isòpodes gegants trobats a aigües molt profundes davant d'Austràlia es van comparar amb els trobats a Mèxic i l'Índia. A partir del registre fòssil, es creu que Bathynomus ja existia fa més de 160 milions d'anys, de manera que no va evolucionar de manera independent a les tres ubicacions, però des d'aleshores probablement Bathynomus mostraria una evolució divergent a les diferents localitzacions. Tanmateix, els isòpodes gegants de les tres ubicacions són gairebé idèntics en aparença (tot i que es veuen algunes diferències i són espècies separades). Aquesta reducció de la divergència fenotípica està relacionada amb els nivells de llum extremadament baixos del seu hàbitat.

## Reproducció
Un estudi de l'abundància estacional de joves i adults de B. giganteus suggereix un pic de capacitat reproductiva a la primavera i l'hivern. S'observa que això es deu a l'escassetat d'aliments durant l'estiu. Les femelles madures desenvolupen una bossa de cria o marsupi quan són sexualment actives, la bossa es forma per oostègits o plaques de cria superposades que creixen a partir de la vora medial dels pereiòpodes. Els isòpodes joves emergeixen del marsupi com a miniatures dels adults, coneguts com mancae. Aquest no és un estadi larvari; els mancae estan completament desenvolupats, mancant només l'últim parell de pereiòpodes.

## Espècies
- Bathynomus affinis
- Bathynomus brucei
- Bathynomus bruscai
- Bathynomus crosnieri
- Bathynomus decemspinosus
- Bathynomus doederleinii
- Bathynomus giganteus
- Bathynomus immanis
- Bathynomus jamesi
- Bathynomus kapala
- Bathynomus keablei
- Bathynomus kensleyi
- Bathynomus lowryi
- Bathynomus maxeyorum
- Bathynomus miyarei
- Bathynomus obtusus
- Bathynomus pelor
- Bathynomus propinquus (nomen dubium)[3]
- Bathynomus raksasa
- Bathynomus richeri
- Bathynomus yucatanensis

## Consum humà
Hi ha hagut intents ocasionals d'utilitzar isòpodes gegants com a menjar, com els preparats a la cuina de l'Àsia oriental com el ramen. Amb relació a la mida total, no hi ha gaire «carn» per collir. La carn de vegades es descriu com a gust a llamàntol i/o cranc, amb una textura una mica més ferma i que cal mastegar molt abans de ser empasada.

## Espècies fòssils
Es coneixen exemplars fossilitzats de Bathynomus del Miocè i Pliocè del Japó. En canvi, algunes espècies fòssils del gènere Palaega s'han inclòs a Bathynomus.